# جورج جوس
جورج جوس (بالألمانية: Georg Joos)‏ (و. 1894 – 1959 م) هو فيزيائي، وأستاذ جامعي من ألمانيا . ولد في باد أوراخ. وكان عضواً في الحزب النازي .
توفي في ميونخ ، عن عمر يناهز 65 عاماً.

## التعليم
تعلم في جامعة توبنغن

## مناصب وهيئات
أدار جامعة ميونخ التقنية، وجامعة ينا، وجامعة غوتنغن، وجامعة بوسطن.